# NGC 6680
NGC 6680 је спирална галаксија у сазвежђу Херкул која се налази на NGC листи објеката дубоког неба.
Деклинација објекта је + 22° 18' 59" а ректасцензија 18h 39m 44,0s. Привидна величина (магнитуда) објекта NGC 6680 износи 14,6 а фотографска магнитуда 15,4. NGC 6680 је још познат и под ознакама CGCG 143-10, PGC 62210.